# Distillerie Mavela
Le Domaine Mavela est une distillerie artisanale d'eaux-de-vie et de whiskys en Corse.

## Situation
La distillerie est située sur la commune d'Aléria.

## Histoire
La distillerie s'est dotée en 1999 d'un alambic Holstein, d’une capacité de 1 000 L et conçu pour distiller les principales baies et des fruits endémiques de l’ile : myrte, cédrat, châtaigne, ainsi que les framboises, prunes et poires william's cultivées à proximité du domaine par des agriculteurs locaux dans le respect de l’environnement.

## Les eaux-de-vie
La cueillette des baies sauvages du maquis ainsi que la récolte des fruits se fait à la main, comme toutes les étapes précédant la distillation : épluchage, mise en macération et filtrage.
La période de distillation s’étale sur toute l’année et s’effectue au rythme des saisons :
- mai-juin : framboises
- juillet-aout : poire et raisin
- septembre : prune
- octobre : châtaigne
- novembre : cédrat
- décembre-janvier : myrte.

## Les whiskys
Les whiskys P&M (pour Pietra & Mavela) produits sont fabriqués avec de la bière distillée. Sa fabrication nécessite une brasserie (Pietra) où se font les étapes de brassage et de fermentation. Le wash P&M est ensuite distillé chez Mavela, pour sa transformation en alcool pur. C’est dans un alambic Holstein que se feront les distillations nécessaires à cette transformation.
Le whisky P&M est ensuite élevé en fûts de chêne, dilué à l’eau de source et assemblé au domaine de Mavela. La maturation se fait en fûts d'eau-de-vie de châtaigne et en fûts de malvoisie et de muscat du domaine de Gentile.
Le Whisky P&M Single Malt 7 years a obtenu une note de 95/100 dans la bible du whisky de Jim Murray 2014, le classant au 5e rang mondial,.

## Embouteillages de whiskys
- P&M Single Malt Whisky 7 ans - 42 % - Single.
- P&M Single Malt Whisky Signature - 42 % - Single.
- P&M Single Malt Whisky Tourbé - 42 % - Single.
- P&M Single Malt Whisky Red Oak - 42 % - Single.
- P&M Whisky Vintage - 40 % - Blend.